# Hoàng Kim Giáp
Hoàng Kim Giáp (Giản thể: 满城尽带黄金甲; bính âm: Mǎnchéngjìndàihuángjīnjiǎ; Hán Việt: Mãn thành tận đới hoàng kim giáp; tiếng Anh: Curse of the Golden Flower) là một bộ phim võ thuật, chính kịch được biên kịch và đạo diễn bởi Trương Nghệ Mưu. Tựa đề tiếng Quan thoại của phim là dòng cuối trong một bài thơ của Hoàng Sào, thủ lĩnh cuộc khởi nghĩa nông dân chống lại nhà Đường từ năm 875 tới năm 884.
Với kinh phí 45 triệu US$, vào thời điểm ra mắt, Hoàng Kim Giáp vượt qua Vô cực của đạo diễn Trần Khải Ca, trở thành phim Trung Quốc đắt giá nhất mọi thời đại. Tác phẩm được chọn đem đi tranh giải Phim ngoại ngữ hay nhất tại Oscar lần thứ 79 nhưng không nhận được đề cử. Dù vậy, phim vẫn được đề cử cho hạng mục Thiết kế phục trang đẹp nhất. Năm 2007, tại Giải thưởng Điện ảnh Hồng Kông lần thứ 26 phim nhận được 14 đề cử và 4 giải thưởng bao gồm Giải nữ diễn viên chính xuất sắc nhất (Củng Lợi), Giải chỉ đạo hành động xuất sắc nhất (Trình Tiểu Đông), Giải thiết kế trang phục và trang điểm đẹp nhất (Hề Trọng Văn) và Giải nhạc phim hay nhất (ca khúc "Đài hoa cúc" của Châu Kiệt Luân).
Chuyện phim dựa trên nội dung vở kịch "Lôi Vũ" của Tào Ngu, nhưng bối cảnh bị đẩy lùi từ Thiên Tân hiện đại về thời Hậu Đường thuộc Ngũ đại Thập quốc.

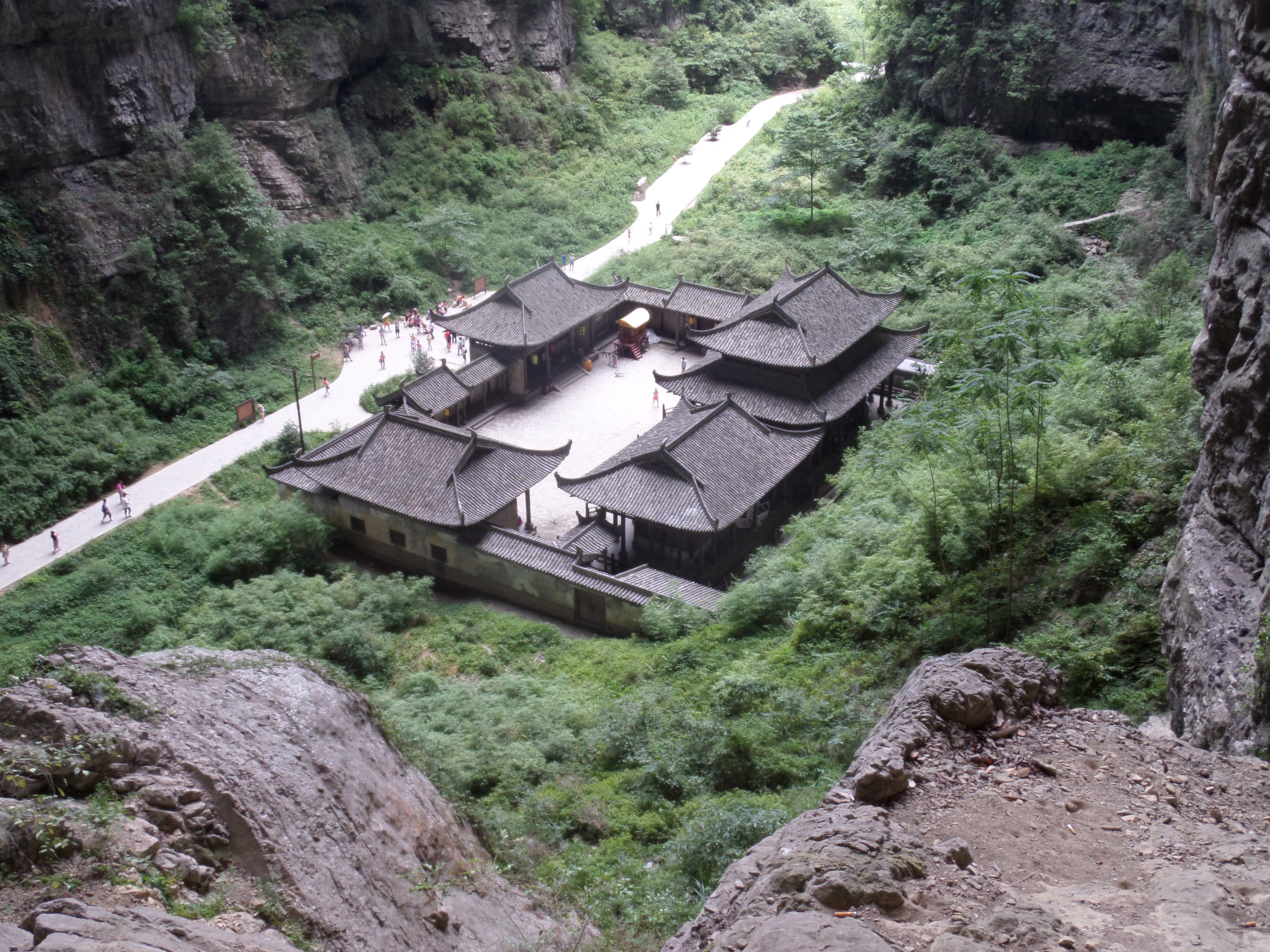
Một bối cảnh trong phim Hoàng Kim Giáp

## Nội dung
Phim lấy cốt truyện và tình tiết dựa vào vở kịch Lôi Vũ của Tào Ngu, nhưng được đẩy lùi bối cảnh về thời Ngũ Đại Thập Quốc.
Thời Ngũ Đại Thập Quốc, đất nước Trung Hoa thời phong kiến chiến tranh liên miên. Hoàng đế Hậu Đường trước khi lên ngôi đã có quan hệ tình cảm với một cô thôn nữ và có một đứa con trai. Tuy nhiên, ông lại che giấu sự thật để kết hôn và lấy công chúa của nước láng giềng làm hoàng hậu. Cô thôn nữ nuốt hận bỏ đi, lấy Tưởng thái y (Nghê Đại Hoành) làm chồng.
Đêm trước Tết Trùng Cửu, Hoàng đế (Châu Nhuận Phát) và Nhị Hoàng tử Nguyên Kiệt (Châu Kiệt Luân) trở về Nam Kinh để đón Tết cùng Hoàng thất. Hoàng hậu (Củng Lợi) - mẹ đẻ Nhị Hoàng tử có mối quan hệ vụng trộm với Đông cung Thái tử Nguyên Tường (Lưu Diệp). Đồng thời Thái tử cũng có bí mật yêu đương cung nữ Tưởng Thiền (Lý Mạn), con gái Tưởng ngự y. Anh muốn từ bỏ ngôi báu để chạy trốn cùng cô.
Nhị Hoàng tử phát hiện sức khỏe của mẫu hậu yếu đi trông thấy. Bà thú thật với con trai rằng mình đã bị Hoàng đế đầu độc trong một thời gian dài, đồng thời tiết lộ kế hoạch lật đổ ngai vàng. Vì thương mẹ, Nhị Hoàng tử chấp nhận cầm quân tạo phản.
Trên đường đến Tô Châu nhậm chức, Tưởng Thái y bị sát thủ mà Hoàng đế phái đến giết hại. Vợ ông là Tưởng thị (Trần Cẩn) cùng con gái Tưởng Thiền chạy về Nam Kinh xin gặp Hoàng đế chất vấn. Hoàng đế giữ im lặng, nhưng Hoàng hậu đã nói ra sự thật động trời: Tưởng thị chính là mẹ đẻ của Thái tử, Thái tử và Tưởng Thiền là anh em cùng mẹ khác cha. Quá kinh hãi, Tưởng Thiền bỏ chạy. Người mẹ đuổi theo cô, cả hai đều chết dưới lưỡi kiếm của sát thủ. Cùng lúc này, Tam Hoàng tử Nguyên Thành (Tần Tuấn Kiệt) bất ngờ ra mặt hạ sát Thái tử, uy hiếp Hoàng đế thoái vị để nhường ngôi cho mình. Tuy nhiên các sát thủ của Hoàng đế dễ dàng đánh bại lực lượng của Tam Hoàng tử. Hoàng đế dùng thắt lưng đánh Tam Hoàng tử đến chết.
Trong lúc đó, Nhị Hoàng tử dẫn một vạn quân đeo huy hiệu hoa cúc vàng xông vào cung điện. Sau trận chiến khốc liệt với binh lính Hoàng gia, chỉ còn Nhị Hoàng tử sống sót. Vào đúng nửa đêm, lễ hội diễn ra như đã định. Hoàng đế đề nghị tha chết cho Nhị Hoàng tử với điều kiện anh phải giết Hoàng hậu. Nhị hoàng tử từ chối và tự sát. Máu của anh bắn vào chén trà tẩm độc vốn được đưa đến cho Hoàng hậu. Hoàng hậu sợ hãi hất văng chén trà, chất độc đổ ra ăn mòn chiếc bàn gỗ cùng biểu tượng đóa hoa vàng khảm trên đó.

## Phân vai
- Châu Nhuận Phát trong vai Đại vương (tương ứng Chu Phác Viên trong Lôi vũ của Tào Ngu)
- Củng Lợi trong vai Vương hậu (tương ứng Phồn Y trong Lôi Vũ)
- Châu Kiệt Luân trong vai Vương tử Nguyên Kiệt (元杰) (tương ứng Lỗ Đại Hải trong Lôi Vũ)
- Tần Tuấn Kiệt trong vai Vương tử Nguyên Thành (元成) (tương ứng Chu Xung trong Lôi Vũ)
- Lưu Diệp trong vai Thái tử Nguyên Tường (元祥) (tương ứng Chu Bình trong Lôi Vũ)
- Nghê Đại Hoành trong vai Tưởng thái y (tương ứng Lỗ Quý trong Lôi Vũ)
- Trần Cẩn trong vai Nguyên Phối phu nhân (tương ứng Thị Bình trong Lôi Vũ)
- Lý Mạn trong vai Tưởng Thiền (蔣 嬋), con gái Tưởng thái y, thực ra là con Đại vương (tương ứng Lỗ Tứ Phượng trong Lôi Vũ).

## Nhan đề phim
Nhan đề Hoàng Kim Giáp lấy từ câu cuối của một thi phẩm thời Đường của Hoàng Sào, nhan đề "Bất đệ hậu phú cúc" (xem đầy đủ tại Thơ của Hoàng Sào):
Nguyên văn Hán văn: 滿城盡帶黃金甲。

Phiên âm Hán-Việt: Mãn thành tận tới hoàng kim giáp.

Tạm dịch nghĩa: Áo giáp vàng ở đầy dưới đất khắp cố thành.

## Âm nhạc
Phần âm nhạc trong phim do nhạc sĩ người Nhật Umebayashi Shigeru (梅林茂 Umebayashi Shigeru, Mai Lâm Mậu) phụ trách. Shigeru Umebayashi cũng chính là nhạc sĩ của các phim Tâm trạng khi yêu và 2046 (đạo diễn Vương Gia Vệ, diễn viên Lương Triều Vĩ, Trương Mạn Ngọc), Thập diện mai phục (House of Flying Daggers) năm 2004 của Trương Nghệ Mưu, phim Tô Khất Nhi của đạo diễn Viên Hòa Bình, Hoắc Nguyên Giáp (Fearless) của đạo diễn Vu Nhân Thái, chỉ đạo võ thuật Viên Hoà Bình, ngôi sao Lý Liên Kiệt thủ vai năm 2006
Bên cạnh việc tham gia diễn xuất trong phim, Châu Kiệt Luân cũng thể hiện hai ca khúc nhạc phim, một bài tên "Chrysanthemum Terrace" hay Cúc Hoa Đài (tiếng Trung: 菊花台; bính âm: Júhuā tái), phát hành trong album 2006 Still Fantasy và bài còn lại trích từ mini album Curse of the Golden Flower (EP) có tên "Golden Armor" hay Hoàng Kim Giáp (tiếng Trung: 黄金甲; bính âm: Huángjīn jiǎ).

## Trang phục
Tất cả các nhân vật nữ trong phim từ hoàng hậu tới các cung nữ đều mặc trang phục cung đình hở ngực nhiều, khiến phim này bị khán giả chế giễu. Chiếc áo long bào để Châu Nhuận Phát mặc được may bằng nhiều sợi chỉ vàng 18 K có giá thành lên tới 1,25 triệu Nhân dân tệ. Việc phục trang trong phim này đã mang về cho nhà thiết kế Hề Trọng Văn (Yee Chung-Man) một giải Kim Tượng và một đề cử cho giải Oscar lần 79, năm 2006-2007

## Giải thưởng
- Giải Kim Tượng năm 2007 với 13 đề cử[13] đã mang lại 4 danh hiệu (in đậm là đoạt giải):[14]

1. Phim hay nhất: xếp hạng 4
2. Đạo diễn xuất sắc nhất (Trương Nghệ Mưu): hạng 4
3. Nam diễn viên chính xuất sắc nhất (Châu Nhuận Phát): hạng 4
4. Nữ diễn viên chính xuất sắc nhất (Củng Lợi)[14]
5. Nam diễn viên phụ xuất sắc nhất (Châu Kiệt Luân hạng 4 và Lưu Diệp hạng 5)
6. Kỹ thuật quay phim xuất sắc nhất: Triệu Tiểu Đinh (趙小丁) hạng 5
7. Chỉ đạo nghệ thuật xuất sắc nhất (Trình Tiểu Đông)[14]
8. Trang phục xuất sắc nhất: Hề Trọng Văn (奚仲文)[14]
9. Vũ đạo
10. Best Original Film Score: Shigeru Umebayashi hạng 4
11. Ca khúc hay nhất: Đài hoa cúc (菊花台), phổ nhạc và biểu diễn: Châu Kiệt Luân, lời: Phương Văn Sơn[14]
12. Thiết kế âm nhạc xuất sắc nhất: Tao Jing & Roger Savage hạng 3
13. Hiệu ứng hình ảnh xuất sắc nhất: Angela Barson, Frankie Chung Chi Hang, John Leonti & Sze Cheuk Wah hạng 3